# C.L.M. Robbers
Carel Leonardus Martinus Robbers (Nijmegen, 4 september 1853 – Haarlem, 18 december 1924) was een Nederlands architect, actief aan het einde van de 19e en begin van de 20e eeuw.
Over zijn leven is weinig bekend. Hij werkte vanuit een atelier in Haarlem, en was in het westen van Nederland actief.  Als architect was hij onder andere verantwoordelijk voor de bouw van rooms-katholieke kerken, kapellen en scholen. Rond 1900 was hij gemeentearchitect van Bloemendaal, waar hij een aantal profane gebouwen ontwierp. 

## Lijst van bouwwerken
- De lijst is nog niet compleet

| Bouw      | Naam                                                  | Plaats            | Bijzonderheden                                                   | Afbeelding |
| --------- | ----------------------------------------------------- | ----------------- | ---------------------------------------------------------------- | ---------- |
| 1889-1890 | Kloosterkerk Moederhuis van de Zusters van Amersfoort | Amersfoort        | Uitbreiding 1934-1935 door B.J. Koldewey                         |            |
| 1890-1891 | Odulphuskerk                                          | Wijk aan Zee      |                                                                  |            |
| 1893      | Mariagesticht, klooster en zusterschool               | Overveen          |                                                                  |            |
| 1895      | Bakenessergracht 105, café en woonpand                | Haarlem           |                                                                  |            |
| 1900      | Openbare Lagere School                                | Bloemendaal       |                                                                  |            |
| 1904      | Martinuskerk                                          | Oudeschild, Texel | Uitbreiding bestaande kerk met extra travee met ingebouwde toren |            |
| 1905      | Martinuskerk                                          | Oosterend, Texel  |                                                                  |            |
| 1906      | Agathakerk                                            | Zandvoort         | Uitbreiding bestaande kerk                                       |            |
| 1908-1909 | Klooster Bethlehem, kloostercomplex met scholen       | Westerblokker     | Uitbreiding in 1913-1914 door Robbers, afgebroken in 1966        |            |
| 1909      | Kloostercomplex met scholen                           | IJmuiden          | Afgebroken in 1982                                               |            |
| 1909      | Bonifatiuskerk                                        | Spanbroek         |                                                                  |            |
| 1911      | Cruquiusstraat 2, school                              | Haarlem           |                                                                  |            |
| 1911-1912 | Sint-Anthoniusgesticht                                | Langeraar         |                                                                  |            |
| 1912      | Zandvoorterweg 27-29, gemeentewoningen                | Aerdenhout        |                                                                  |            |
| 1912      | Sint-Josephschool                                     | Haarlem           |                                                                  |            |
| 1912-1913 | Hartenlustschool                                      | Bloemendaal       |                                                                  |            |
| 1914      | Rk muloschool voor meisjes                            | Haarlem           |                                                                  |            |
| 1925      | Rijks Hogere Burgerschool, Briniostraat               | IJmuiden          |                                                                  |            |
| Onbekend  | Gierstraat 27, winkel- en woonpand                    | Haarlem           |                                                                  |            |
| Onbekend  | Nieuwe Kruisstraat 24, winkel- en woonpand            | Haarlem           |                                                                  |            |

## Bron
- (pdf) De voormalige R.K. Jongensschool St Joseph en andere bouwwerken van Robbers Geraadpleegd op 25-6-2020

- Union List of Artist Names: 500070086
- Virtual International Authority File: 96169290